# Никольская церковь (Николо-Берёзовка)
Никольская церковь — православный храм в посёлке Николо-Берёзовка Республики Башкортостан. Памятник архитектуры.

## История
Церковь Николая Чудотворца расположена в посёлке Николо-Берёзовка Республики Башкортостан. В посёлке это четвёртый храм Николая Чудотворца. Первая церковь во имя Святого Николая была построена в виде клети предпринимателями Строгановым после обретения чудотворной иконы. Храм был поставлен на месте обретения иконы Берёзовской святителя Николая Чудотворца. Вторая церковь возводилась в конце XVI века одним из бояр Строгановых. Этот храм был сожжён в 1613 году иноверцами. Третий храм, Троицкий с Никольским приделом, сооружён на месте разрушенной церкви. Рядом был установлен чугунный памятник с надписью, гласящей, что на месте памятника людям явилась чудотворная икона. Этот памятник был снесён в 1934 году. Третья Николоберёзовская церковь была разрушена и сожжена в 1774 году во время Крестьянской войны под предводительством Емельяна Пугачёва.

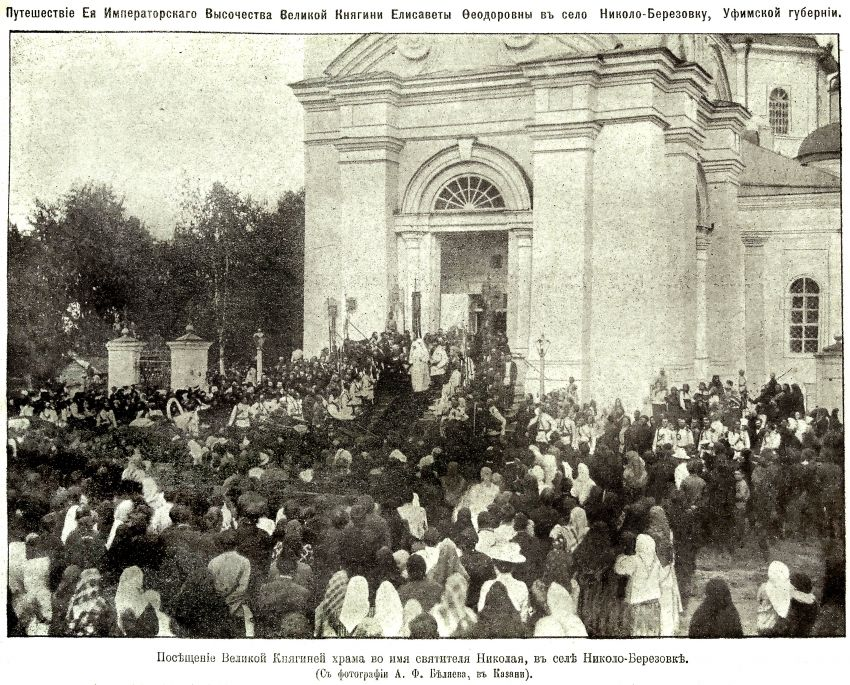
Посещение Великой княгиней Елизаветой Федоровной храма Николая Чудотворца. 1910 г.

Ныне действующий кирпичный храм был сооружён в селе в 1806—1816 годах. Храм последний раз освящался в 1882 году. Поклониться чудотворной Берёзовской иконе святителя Николая Чудотворца в 1910 и 1914 годах приезжала великая княгиня Елизавета Фёдоровна, почитаемая ныне в Русской Православной Церкви как преподобномученица.
По данным на 1731 год приход храма состоял из верующих села Николо-Берёзовка и окрестных деревень Касёва, Марина, Ташкинова, Буй (Карякина), Зубовка , Дубник, Масленный Мыс, Сухарева и Галанова.
В 1934 году церковь была закрыта, пропали иконы, ограда с чугунными решётками и др. Долгое время в здании церкви был склад, потом пекарня. В 1970—1980-х годах прибрежная территория села планировалась к затоплению Нижнекамским водохранилищем. Однако планам не было суждено осуществиться.
В 1993 году храм был возвращён церкви, в нём около десяти лет проводились реставрационные работы. На втором ярусе колокольни создан Историко-культурным центр «Никольский храм» с сельским церковно-краеведческим музеем. Чтобы уберечь Никольский храм от подмыва рекой Камой, вдоль реки была отсыпана двухкилометровая дамба. С 1994 года в храме проводятся регулярные богослужения. Здание имеет статус памятника архитектуры.

## Священнослужители
Настоятели: А. Тихонов, Г. Подлиннов, В. Носков, В. Чернышёв.

## Архитектура

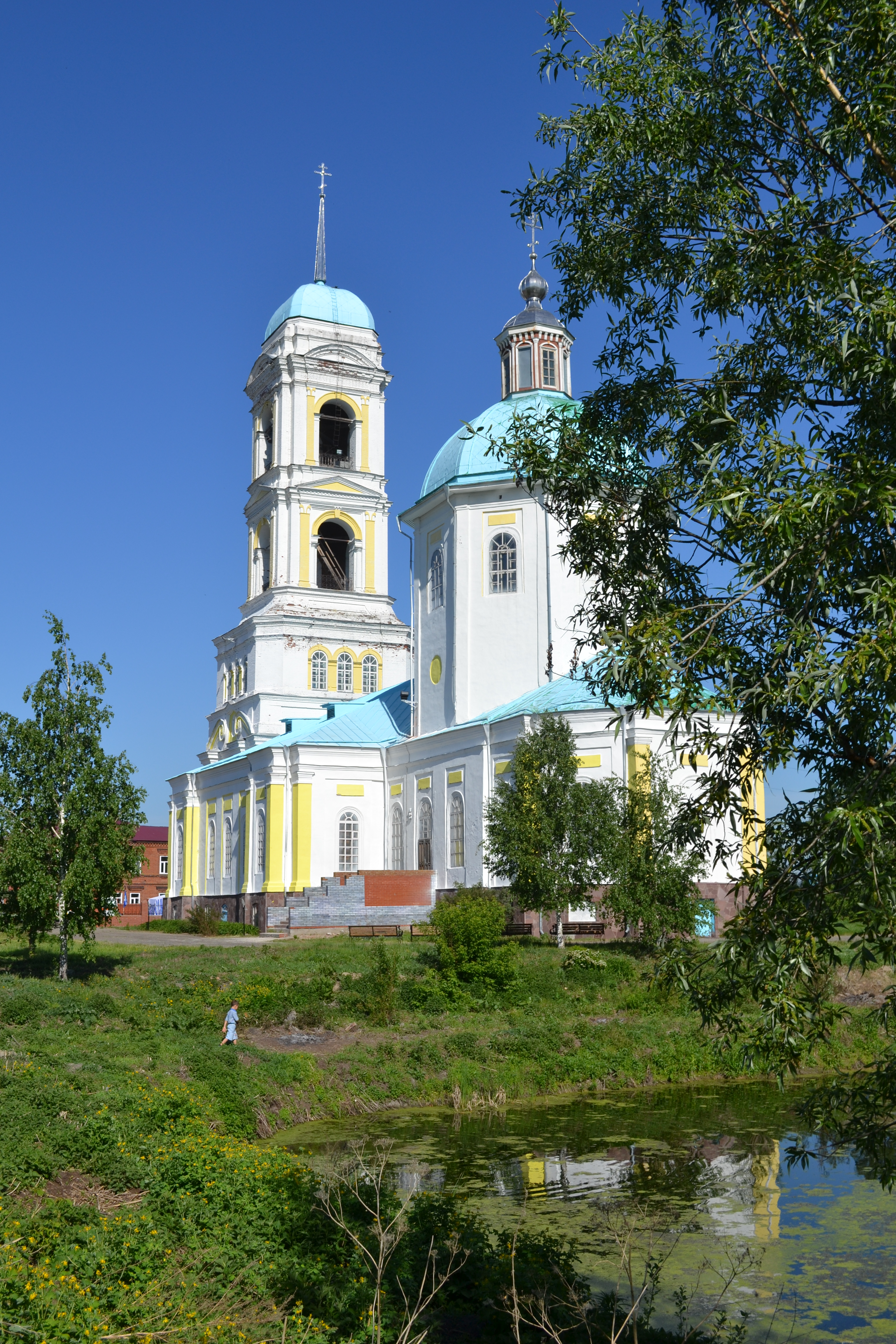
Никольский храм

Храм Николая Чудотворца с главным престолом во имя Св. Живоначальной Троицы построен в стиле барокко, смешанного с классицизмом. Имеет высокий восьмерик на четверике с гранёным куполом и световым восьмериком.
В 1880-е годы к храму была пристроена трапезная с колокольней. В храме сделаны мраморные и чугунные полы. Храм имеет престолы: южный — в честь Святителя и Чудотворца Николая, северный — во имя великомученицы Екатерины. Южный престол освящён в 1881 году, северный — в 1816 году.
Над алтарями в приделах были устроены световые ротонды, которые завершались куполами в виде полусфер. Все три алтаря венчали главки, каждая из которых была сделана в виде шара с крестом. Четырёхъярусная колокольня с возвышающимся крестом строилась в 1902—1904 годах.